# Caloptilia glutinella
Caloptilia glutinella là một loài bướm đêm thuộc họ Gracillariidae. Nó được tìm thấy ở Canada và Hoa Kỳ (Connecticut, Virginia và Kentucky).
Ấu trùng ăn Alnus species, bao gồm Alnus alnus và Alnus glutinosa. Chúng ăn lá nơi chúng làm tổ.